# آدم كواسينك
آدم كواسينك (بالإنجليزية: Adam Kwasnik)‏ (31 مايو 1983 بسيدني في أستراليا - ) هو لاعب كرة قدم أسترالي في مركز الهجوم. شارك مع منتخب أستراليا تحت 20 سنة لكرة القدم. أما مع النوادي، فقد لعب مع سنترال كوست مارينرز ونادي ويلينغتون فينيكس وChengdu Tiancheng F.C. ‏ وNorth West Sydney Spirit FC ‏ ونادي بلاكتاون سيتي وباراماتا باور ‏ وManly United FC ‏.

## روابط خارجية
- آدم كواسينك على موقع قاعدة بيانات كرة القدم.إي يو (الإنجليزية)
- آدم كواسينك على موقع Soccerway.com (الإنجليزية)
- آدم كواسينك على موقع عالم كرة القدم.نت (الإنجليزية)